# Frances M. Gage
 Frances M. Gage (* 22. August 1924 in Windsor, Ontario, Kanada; † 26. November 2017 in Cobourg, Ontario) war eine kanadische Bildhauerin. Sie schuf mehr als 500 Kunstwerke.

## Leben und Werk
Gage war eines von vier Kindern von Jean Mildred und Russell Gage. Während ihrer Kindheit zog die Familie nach Oshawa, wo sie die King Street School und dann bis 1944 die High School am Oshawa Collegiate and Vocational Institute besuchte.
Danach diente sie bei dem Women’s Royal Canadian Naval Service. Sie arbeitete in Quebec als Telegrafenspezialistin und überwachte japanische Schiffe und U-Boote. Nach ihrer Entlassung erfuhr sie, dass sie für den Geheimdienst gearbeitet hatte. Eine ihrer letzten Aufgaben während ihrer Dienstzeit war der Entwurf einer neuen kanadischen Flagge. Nach monatelanger Arbeit an dem Projekt wurde es jedoch eingestellt. Nach dem Krieg bot ihr die Marine an, Studiengebühren plus 60 US-Dollar pro Monat für die Lebenshaltungskosten zu zahlen.
Da sie bei dem Ontario Veterinary College auf einer langen Bewerberwarteliste stand, kehrte sie nach Oshawa zurück und wurde für ein Jahr bei der Young Women’s Christian Association (YWCA) angestellt. Anschließend studierte sie von 1947 bis 1951 am Ontario College of Art in Toronto Bildhauerei. Da sie bis 1953 als Bildhauerin keine Anstellung fand, arbeitete sie als Assistentin der Tierärztin Edith Williams. Sie lernte deren Partnerin Frieda Fraser und zwei andere Künstlerinnen aus Toronto kennen, Frances Loring und Florence Wyle. Loring und Wyle überzeugten Fraser von ihrem Talent, so dass Fraser ihre Ausbildung an der Art Students League of New York finanzierte. Anschließend studierte sie mit einem Stipendium der Royal Society of Canada 18 Monate lang an der L’Ecole des Beaux-Arts in Paris.
1957 kehrte sie nach Kanada zurück und begann in der ehemaligen Hütte von Tom Thomson zu arbeiten. Zwei Jahre später tauschte sie das Werk The Bear ein, um ihr eigenes Studio zu bauen. 1971 verlegte sie ihr Studio in ein Anwesen in Crosshill, Ontario, wo sie sechzehn Jahre arbeitete.
Kanada hatte in den 1960er Jahren keine Bronzegießerei, daher war das Gießen von Bronzewerken in Gießereien in New York City oder Oslo sehr kostspielig. Sie experimentierte daher mit weniger teuren Materialien wie Gips, Kunststein, Holz, Kunststoff und Terrakotta. Sie und ihr Vater erfanden als weiteres Material ein Epoxidharz, das halb so teuer war wie Bronze.
Sie war Mitglied des Rates der Royal Canadian Academy und Dozentin am Artists’ Workshop in Toronto. Ihre Arbeiten wurden in mehreren Gruppenausstellungen gezeigt, 1984 bei der International Congress of Medallic Arts in Florenz, Italien, 1987 in Colorado City, Colorado, 1990 in Helsinki, Finnland und 1992 in London. Viele ihrer Arbeiten befinden sich in Galerien und öffentlichen Gebäuden in ganz Kanada, so Discovery of the Hands, die 1963 vom Franshawe College in Auftrag gegeben wurde. Zu den bekanntesten Skulpturen gehören Woman, die 1968 vom Women’s College Hospital in Auftrag gegeben wurde, und The Jenny, die erste Statue zum Gedenken an Kanadas Soldatinnen. Sie fertigte auch eine Reihe von Reliefporträts bekannter Kanadier, darunter A. Y. Jackson, Ernest MacMillan, Frederick Varley und Healey Willan, die für den kanadischen Konservator Spencer Clark in Auftrag gegeben wurden. Sie entwarf den vom Council of Canada verliehenen Jean P. Carrière Award und 1971 eine Gedenkmedaille des kanadischen Unternehmers Samuel Bronfman.
2012 ging sie in den Ruhestand und zog in ein Langzeitpflegeheim in Cobourg, wo sie 2017 starb.

## Ehrungen
- 1965: Rothman Purchase Award
- 2010: Donald Grant Creighton Award
- 2016: OMNI Health Care Lifetime Achievement Award[3]

## Veröffentlichungen
- Modelling as a Sculptural Medium. Toronto: Sports and Recreation Bureau, 1974.
- Wood Sculpture. Toronto: Sports and Recreation Bureau, 1974.
- Kay Kritzwiser: Obituary. Globe and Mail (Toronto), 21. Dezember 2005, S. 7.
- mit Catherine Ignatieff, Cathy Perry: Casting as a Sculptural Medium. Toronto: Sports and Recreation Bureau, 1974.